# Ladislav Slovák
Ladislav Slovák (10. září 1919 Veľké Leváre – 22. července 1999 Bratislava) byl slovenský dirigent, interpret děl slovenských skladatelů, ale i symfonií D. Šostakoviče a S. Prokofjeva. V 60. letech 20. století stál v čele Slovenské filharmonie.

## Život
V roce 1942 absolvoval studium hry na varhany na konzervatoři v Bratislavě. O čtyři roky později dokončil studium dirigování u K. Schimpla. Následně studoval na Vysoké škole múzických umění v Bratislavě u Václava Talicha. Po skončení studia v roce 1953 odešel na roční studijní pobyt v Leningradské filharmonii.
Po návratu působil jako šéfdirigent Symfonického orchestru Československého rozhlasu. V letech 1961–1968 působil ve vedoucích funkcích Slovenské filharmonie. Mezi jeho nejdůležitější díla patří kolekce 15 symfonií Dmitrije Šostakoviče, které vydalo vydavatelství Naxos. Slovák se setkal se Šostakovičem osobně během svého studia v Leningradě.
Obě jeho děti, Kamila Magálová, členka činohry Slovenského národního divadla, a syn Marián Slovák, jsou známí herci.

## Ocenění
- V roce 1967 byl Laureátem Státní ceny Klementa Gottwalda
- Roku 1977 byl oceněn titulem Národní umělec